# Rüdiger Trimpop
Rüdiger Trimpop (* 16. März 1958 in Bochum) ist ein deutscher Psychologe und Professor an der Friedrich-Schiller-Universität Jena.

## Leben
Trimpop besuchte von 1968 bis 1977 das Märkische Gymnasium Schwelm und legte dort sein Abitur im mathematisch-naturwissenschaftlichen Bereich ab.
Im Zeitraum von 1977 bis 1979 arbeitete er als Ausbilder in der Fernmeldetechnik bei der Bundeswehr. Im Jahr 1979 absolvierte er innerhalb von zwei Jahren das Vordiplom in Psychologie an der Universität Düsseldorf und schloss 1981 das Psychologiestudium mit dem Diplom an der Ruhr-Universität Bochum ab. Neben seinem Hauptfach Psychologie studierte er Philosophie und Rechtswissenschaften im Nebenfach. Von 1981 bis 1985 war er als freier Mitarbeiter beim Deutschen Verkehrssicherheitsrat tätig. Im Jahr 1985 erhielt er ein einjähriges DAAD-Stipendium, welches ihn an die Queen’s University in Kingston, Kanada, führte. Im Rahmen seines Promotionsstipendiums forschte er weiterhin an der kanadischen Universität in den Bereichen Ergonomie, Industrie- und Organisationspsychologie und Geschichte der Psychologie. Im Jahr 1990 promovierte er über das Thema Risikoverhalten: Entwicklung und empirische Untersuchung der Risikomotivations-Theorie.
Anschließend kehrte er zurück an die Universität Bochum und arbeitet dort als wissenschaftlicher Mitarbeiter am Lehrstuhl für Arbeits- und Organisationspsychologie bis 1993.
Im Zeitraum von 1993 bis 1999 war Trimpop wissenschaftlicher Assistent an der Universität Bochum, habilitierte sich 1997 zum Thema Organisationaler Wandel und arbeitete als Dozent und Vertretungsprofessor an den Universitäten Jena, Marburg und Innsbruck. Zudem arbeitete Trimpop als selbstständiger Unternehmensberater und Privatdozent an der Universität Bochum im Zeitraum von 1999 und 2000.
Seit 2000 ist er Lehrstuhlinhaber für Arbeits-, Betriebs- und Organisationspsychologie an der Friedrich-Schiller-Universität Jena.
Trimpop ist verheiratet und Vater von zwei Kindern. Er bezeichnet sich selbst als Risikomenschen und ist aktiver Fallschirmspringer und Motorradfahrer.

## Forschungsschwerpunkt
Trimpops Forschungsschwerpunkte liegen in der Arbeits-, Betriebs- und Organisationspsychologie. Insbesondere forscht er im Rahmen der Gesundheitsförderung an der Risikooptimierung, dem Arbeitsschutz, der Verkehrssicherheit, der Arbeitsgestaltung und der Ergonomie. Sein weiteres Forschungsinteresse gilt dem organisationalen Wandel, der Mobilität, der Interkulturalität und der Work-Life-Family-Balance.
Mobilität
Trimpop hat im Rahmen des Kooperationsprojekts Gurom an der Entwicklung eines Instruments zur Erstellung von Gefährdungsbeurteilungen und Risikoanalysen im Bereich der betrieblichen Mobilität mitgewirkt. Die Auswertung der Daten zu den empirischen Zusammenhänge zwischen den Gefährdungsfaktoren, dem Unfallgeschehen und möglichen Präventions- bzw. Interventionsmaßnahmen übernimmt das GUROM-Forschungsteam der Universität Jena, welches Trimpop leitet.
Arbeitsmotivation
Laut Trimpop ist eine geringe Motivation nach den Feiertagen von der Selbstbestimmung der Mitarbeitenden und den Rahmenbedingungen der Arbeit abhängig. Um die Motivation zu steigern, sind auf individueller Ebene Maßnahmen wie Resilienz- und Gesundheitsförderung und auf organisationaler Ebene eine gemeinsame Zukunftsplanung zwischen den Mitarbeitenden und der Organisation notwendig. Diese Maßnahmen sind nach Trimpop insbesondere dann wichtig, wenn Veränderungen der äußeren Rahmenbedingungen (z. B. aufgrund einer wirtschaftlichen Krisensituation) nur schwer umsetzbar sind.
 Verkehrssicherheit
In Kooperation mit der Hochschule für Technik und Wirtschaft des Saarlandes war Trimpop im Rahmen des Projektes FRAMES im Jahr 2013 an der Entwicklung und Evaluation eines Frühwarn-Fahrerassistenzsystems zur Erkennung von Fußgängern und Radfahrern in verdeckten Situationen beteiligt. Zudem untersuchte er die Effekte von Risikokompensation und Verhaltensadaption.
Laut Trimpop ist eine stärkere betriebliche Verkehrssicherheit notwendig, da diese etwa 40 Millionen Beschäftigte und Schüler über Unterweisungen direkt erreichen würde, während nach dem Führerscheinerwerb ein gesicherter Zugang fehle. Dadurch könnten Arbeitsaufgaben, Verkehrsteilnahmen und Privatfahrten verknüpft und durch Experten vermittelt werden.
Begleitete Strukturreform des Kirchenkreises Jena
Im Jahr 2002 begleitete Trimpop die Umstrukturierung der 65 Kirchengemeinden des Kirchenkreises Jena in sieben Regionen wissenschaftlich.
Ziel des Projektes ist die Anpassung der kirchlichen Arbeit an die gesellschaftlichen und demografischen Veränderungen, nachdem die Zahl der Gemeindemitglieder sinkt, die Altersstruktur sich verändert und Ressourcen wie finanzielle Mittel und hauptamtliches Personal begrenzt ist.
Die wissenschaftliche Begleitung umfasst die Analyse von Strukturen, Kommunikationswegen und Prozessen innerhalb der Kirchengemeinden. Trimpop und Kollegen untersuchen dabei, wie Ressourcen effizienter genutzt, die Zusammenarbeit zwischen den Gemeinden verbessert und das ehrenamtliche Engagement gestärkt werden können. Dazu werden in moderierten Gesprächsgruppen Erwartungen geklärt und Voraussetzungen für die Zusammenarbeit geschaffen. Laut Trimpop ist insbesondere die frühzeitige Einbindung der Gemeindemitglieder und die Partizipation von Bedeutung, damit das Zusammenführen unterschiedlicher Erwartungen und Glaubensauffassungen gelingen kann. Zudem hält Trimpop das Angebot von Weiterbildungsmöglichkeiten in gemeinnützigen Organisationen und die weitere Begleitung der Veränderungsprozesse durch externe Berater für wichtig, da die Ausbildung von Pfarrern oft keine ausreichenden Führungskompetenzen vermittle und die Strukturen in diesen Organisationen von unklaren Hierarchien geprägt seien.

## Mitgliedschaften
- Mitglied der American Psychological Association
- Mitglied der Canadian Psychological Association
- Mitglied der International Association of Applied Psychology
- Mitglied der International Association for Prevention of Accidents
- Mitglied der Deutschen Gesellschaft für Psychologie
- Mitglied des Berufsverbands Deutscher Psychologen
- Mitglied der European Association of Work and Organizational Psychologists

## Sonstiges
Trimpop legt in seiner Lehre großen Wert auf ein nachhaltiges Lernergebnis und untergliedert daher seine Lehrveranstaltungen in einen Wissens- und Erlebnisteil, in denen seine Studierende die theoretischen Inhalte praktisch anwenden können.
Zudem ist Trimpop Vorsitzender des Fachverbandes Psychologie für Arbeitssicherheit und Gesundheit, welcher sich dem Schutz und der Förderung von Gesundheit und Wohlbefinden im Beruf und in der Ausbildung widmet. Zentrale Themen sind Arbeits- und Verkehrssicherheit, Prävention psychischer Belastungen am Arbeits- und Ausbildungsplatz sowie die mediale Vermittlung wissenschaftlich fundierter psychologischer Inhalte.
Im Jahr 2015 moderierte Trimpop mit Kollege Rainer Wieland im Rahmen der neunten Fachtagung der Arbeits-, Organisations- und Wirtschaftspsychologie in Mainz die Präsentation und Diskussion von fünf Beiträgen zur Gefährdungsbeurteilung psychischer Belastungen. Trimpop vertrat hierbei die Perspektive der Messung und Bewertung der Gefährdungsbeurteilungen.
Trimpop ist Mitunterzeichner eines offenen Briefes aus dem Jahr 2021, der die Entscheidung des Verteidigungsministeriums kritisiert, die Helmut-Schmidt-Universität Hamburg zum militärischen Sicherheitsbereich zu erklären, und die Rücknahme dieser Entscheidung fordert, um den offenen und wissenschaftlichen Charakter der Universität zu erhalten.

## Veröffentlichungen (Auswahl)
- Psychologie der Arbeitssicherheit und Gesundheit: Gesundheitsförderliche Arbeit = attraktive Arbeit? Arbeitsgestaltung in Zeiten des Fachkräftemangels, 2024, Asanger Verlag, ISBN 978-3893346653
- mit Mohr: Psychische Belastungen und berufliche Mobilitätsunfälle, 2023, ASU Arbeitsmedizin Sozialmedizin Umweltmedizin, DOI:10.17147/asu-1-316857
- Psychologie der Arbeitssicherheit: Gewalt in der Arbeit verhüten und die Zukunft gesundheitsförderlich gestalten!, 2020, Asanger Verlag, ISBN 978-3893346400
- Organisationaler Wandel im Arbeits-, Verkehrs-, Gesundheits- und Umweltschutz, 1999, Wirtschaftsverlag NordWest, ISBN 978-3897014244